# Paula Andrea Rodríguez Rueda
Paula Andrea Rodríguez Rueda (7 de juliol de 1996) és una jugadora d'escacs colombiana que té els títols de Mestre Internacional Femení des de 2011 i de Mestre Internacional des de 2014.
A la llista d'Elo de la FIDE d'agost de 2015, hi tenia un Elo de 2358 punts, cosa que en feia la jugadora número 1 (en actiu) i número 16 absolut de Colòmbia,. El seu màxim Elo va ser de 2375 punts, a la llista d'abril de 2015.

## Resultats destacats en competició
Obtingué el títol de Mestre FIDE femení el 2006 amb només 10 anys, i el títol de Mestre Internacional femení el 2011, amb 14 anys 11 mesos i 4 dies, essent la colombiana més jove de la història en obtenir aquest guardó. El 2008 fou cinquena al Campionat del món d'escacs de la joventut a la categoria de Sub-12 jugat a Vietnam (la campiona fou Zhai Mo). El 2014 obtingué el títol de Mestre Internacional. Fou campiona de Colòmbia el 2013. El 2015 fou campiona de Colòmbia Sub-20. És la primera colombiana i sisena d'Amèrica en obtenir el títol de Mestre Internacional. El 2016 es proclamà per segon cop campiona femenina de Colòmbia.

### Participació en olimpíades d'escacs
Rodríguez Rueda ha participat, representant Colòmbia, en una Olimpíada d'escacs l'any 2014, amb un resultat de (+3 =3 –3), per un 50,0% de la puntuació. El seu millor resultat el va fer a les Olimpíada del 2014 en puntuar 4½ de 9 (+3 =3 -3), amb el 50,0% de la puntuació, amb una performance de 2272.